# Valentina (Dragqueen)

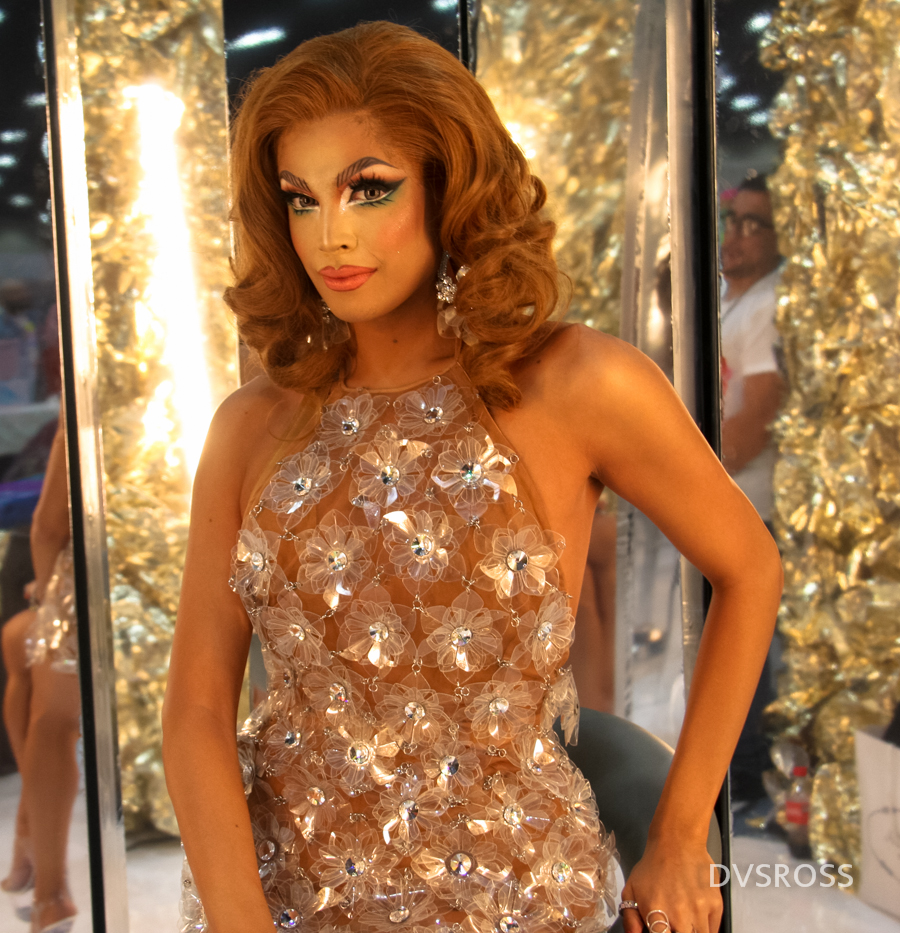
Valentina auf der DragCon 2018

Valentina (* 14. Mai 1991 in Bell, Kalifornien als James Andrew Leyva) ist eine US-amerikanische Dragqueen. Sie nahm teil an der neunten Staffel von RuPaul’s Drag Race und an der vierten Staffel des AllStars-Spinoffs.

## Frühes Leben
Leyva wurde 1991 in Bell im Los Angeles County als Kind mexikanischer Eltern geboren und wuchs mit dem Einfluss der lateinamerikanischen Kultur auf. In der fünften Klasse kam sie in das Magnetschulenprogramm des Vereinigten Schulbezirks von Los Angeles mit Schwerpunkt auf bildende Künste. Als Teil des Programms kam sie später auf die Hollywood High School, wo sie auch darstellende Künste wie Tanz, Schauspiel und Improvisation lernte. Danach arbeitete sie als Model und Stylistin, während sie Modedesign am Los Angeles Trade–Technical College studierte.

## Karriere

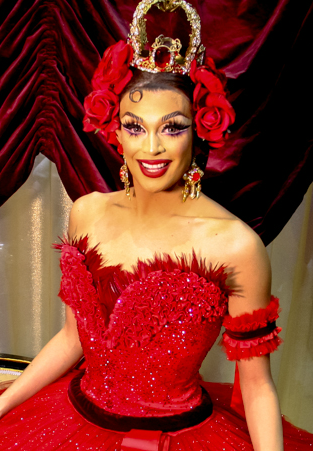
Valentina auf der DragCon 2017

### Drag

#### Persona
Mit Drag begann sie zehn Monate vor der Teilnahme an RuPaul’s Drag Race. Ihre Rolle Valentina stellt eine Latina dar und repräsentiert die lateinamerikanische Kultur. Sie sagt: „Ich möchte Licht darauf werfen, wie es ist, in Lateinamerika queer zu sein, und einen Weg für die Kunst des Drag ebnen, damit sie in Lateinamerika respektiert wird.“ Der Dragname Valentina ist von der gleichnamigen Chilisauce abgeleitet; ihr Stil ist von lateinamerikanischen Telenovelas inspiriert und als ihre Dragmutter nennt sie scherzhaft die Virgen de Guadalupe. Anfang Januar 2019 gab sie bekannt, dass sie sich als nichtbinär identifiziert, aber weiterhin das Pronomen „sie“ benutzt.

#### Auftritte
2015 gewann Valentina den Club-Wettbewerb Dragula der Boulet Brothers, bevor dieser ab 2016 als Serie auf YouTube produziert wurde.
2017 nahm sie an der neunten Staffel von RuPaul’s Drag Race, in der sie als Siebtplatzierte ausschied nach einem Lipsync zu dem Lied Greedy von Ariana Grande, bei dem sie sich weigerte, eine Maske vor ihrem Mund abzunehmen. Von den Fans, bei denen sie bis dahin sehr beliebt war, wurde sie zur Miss Congeniality gewählt; bei der Verleihung in Anwesenheit ihrer Mitstreiterinnen sagten diese, sie sei dem Titel nicht angemessen, und nannten sie stattdessen „Fan-Favorit“. Nach der Show veröffentlichte Alaska Thunderfuck, Gewinnerin der zweiten Staffel von  RuPaul’s Drag Race: All Stars, den Song Valentina als Parodie auf Despacito. Das Kosmetikunternehmen Lush referierte auf Valentinas Eliminierung bei der Promotion einer Gesichtsmaske. Valentina erhielt auf WOW Presents Plus ihre eigene siebenteilige Show namens La Vida de Valentina.
Im Juli 2017 erschien sie in der Elle Mexiko als Model für Benito Santos und im Oktober in der Vogue Mexiko. 2018 hatte sie neben Drag Race-Kandidatinnen Manila Luzon und Katya einen Gastauftritt in der vierundzwanzigsten Staffel  von America’s Next Top Model und eine Synchronrolle in Drag Tots. Ab Dezember 2018 war sie Teilnehmerin an der vierten Staffel von RuPaul’s Drag Race All Stars, bei der sie im Januar 2019 als Siebtplatzierte ausschied. Wenige Tage nach ihrer Eliminierung lief auf Fox eine Produktion des Musicals Rent, bei der sie die Dragqueen Angel Dumott Schunard darstellte.
2019 war sie in den Musikvideos zu zwei Singles von Gloria Trevi zu sehen. 2020 hatte sie im Januar ein Cameo in RuPauls Serie AJ and the Queen; im April war sie im Musikvideo  der neuen Single von Sam Smith und Demi Lovato zu sehen und hatte einige Tage später eine Nebenrolle in der dritten Staffel von Blumige Aussichten. Im März 2021 hatte sie einen Gastauftritt in der dreizehnten Staffel von RuPaul’s Drag Race in einer Folge, in der die Kandidatinnen als Challenge drei Miss Congenialities (neben Valentina noch Heidi N Closet und Nine West) roasten sollten.

### Musik
Valentina veröffentlichte im Dezember 2018 ihre spanischsprachige Debütsingle A Prueba De Todo und im April 2020 die zum Teil auch englischsprachige Single All Eyes On Me.

## Filmografie
- 2017: RuPaul’s Drag Race, Kandidatin Staffel 9
- 2017: La Vida de Valentina (Webserie)
- 2018: America’s Next Top Model, Gastauftritt Staffel 24
- 2018:  RuPaul’s Drag Race: All Stars, Kandidatin Staffel 4
- 2018: Drag Tots (Fernsehserie, Synchronstimme)
- 2019: Rent: Live
- 2020: AJ and the Queen (Fernsehserie, 1 Episode)
- 2020: Blumige Aussichten (Fernsehserie, Staffel 3)
- 2021: RuPaul’s Drag Race, Gast Staffel 13
- 2021 In the Heights (Film, Cameo)
- 2021: Drag Race España, Gast

### In Musikvideos
- 2019: Gloria Trevi: Yo Soy Su Vida
- 2019: Gloria Trevi: Ábranse Perras
- 2020: Sam Smith, Demi Lovato: I’m Ready
- 2020: Paty Cantú: La Mexicana
- 2021: Camila Cabello: Don’t Go Yet

## Diskografie
- 2018: A Prueba de Todo
- 2020: All Eyes on Me

als Gastmusikerin
- 2021: Como la Primera Vez – Zemmoa ft. Valentina, America Fendi